# Albert-Einstein-Gymnasium (Berlin)
Das Albert-Einstein-Gymnasium (kurz AEO, da die Schule bis 2007 Albert-Einstein-Oberschule hieß) ist ein bilinguales Gymnasium im Berliner Ortsteil Britz, das nach Albert Einstein benannt ist.

## Geschichte und Architektur
Die Schule wurde 1947 als 5. Oberschule des Wissenschaftlichen Zweiges in unmittelbarer Nachbarschaft zum Park Britz-Süd, dem Gutspark Britz und der Hufeisensiedlung errichtet. Bereits beim Bau der Hufeisensiedlung sah der Masterplan von Bruno Taut und Martin Wagner an der Stelle eine Schule vor.
1954 nahmen Schüler der Schule den Briefwechsel mit Albert Einstein auf. Dabei erteilte Einstein der Schule die Erlaubnis, seinen Namen zu tragen. Seinem Zustimmungsbrief fügte Einstein den Wunsch bei, dass „nicht abermals solche Verhältnisse eintreten mögen, die zu einer Umbenennungs-Epidemie Veranlassung geben könnten“. Damit nahm er Bezug auf die Herrschaft der Nazis in Berlin und Deutschland, die ihn ins Exil getrieben hatte. Das Albert-Einstein-Gymnasium Berlin-Britz ist neben dem Einstein-Gymnasium Angermünde somit die einzige deutsche Institution, der Einstein zu Lebzeiten die Bewilligung gab, seinen Namen zu tragen. Ein Besuch Einsteins kam durch seinen schlechten Gesundheitszustand nicht mehr zustande. Alle Abiturienten erhalten mit ihrem Abiturzeugnis eine Kopie des Briefes von Einstein.
Das Leonardo-Da-Vinci-Gymnasium und das Hannah-Arendt-Gymnasium entstanden (1982 bzw. 1994) als Filialen der Albert-Einstein-Oberschule. Das Gymnasium teilt sich das Grundstück mit der Alfred-Nobel-Schule, die ebenfalls eine staatliche deutsch-italienische Europa-Schule ist.
1993 wurde der nach Plänen von Stefan Scholz (Büro BJSS) errichtete Erweiterungsbau eingeweiht. Der Erweiterungsbau wurde 1992 mit dem Architekturpreis des BDA Berlin ausgezeichnet.

## Schulprogramm
Am Albert-Einstein-Gymnasium wurden im Schuljahr 2021/2022 rund 1000 Schüler von 105 Lehrkräften (105 Lehrer/-innen und 13 Referendare) unterrichtet. Sie ist die erste Schule in Berlin, die Italienisch als zweite Fremdsprache anbot. Jährlich werden vier Regelklassen und zwei bilinguale Klassen aufgenommen. In den bilingualen Klassen werden die Fächer Geschichte, Geographie, Biologie und Kunst oder Musik von italienischen Lehrkräften in ihrer Muttersprache unterrichtet. Seit dem Schuljahr 2001/2002 ist das Gymnasium einziger Standort der Staatlichen Europa-Schule Berlin, die zu einem bilingualen Abitur auf Deutsch und Italienisch führt.
Seit 2007 wird das bilinguale deutsch-italienische Abitur am Albert-Einstein-Gymnasium als gleichwertig mit der italienischen Hochschulreife anerkannt. Absolventen können somit als einzige deutsche Schüler ohne Sprachprüfung in Italien studieren und sind von Studienplatz-Beschränkungen für nichtitalienische Studenten ausgenommen.
In den Regelklassen werden die Fremdsprachen Englisch, Italienisch, Französisch und Latein angeboten. Zum Schuljahr 1999/2000 wurde der musische Schwerpunkt als Schulprofil anerkannt.

## Bekannte Ehemalige
- Klaus-Rüdiger Landowsky (* 1942), Politiker (CDU), Abitur 1962
- Wolfgang Braun (* 1944), Handballspieler
- Petra Hildebrandt (* 1972), Politikerin (SPD), Abitur 1992
- Sonja Koppitz (* 1981), Radiomoderatorin, Abitur 2001
- Balbina Jagielska (* 1983), Musikerin, Abitur 2002
- Martin Hikel (* 1986), Politiker (SPD), Abitur 2005
- Felix Reda (* 1986), Politiker (bis 2019 Piratenpartei, später parteilos), Abitur 2005
- Anne Helm (* 1986), Politikerin (Linkspartei), Abitur 2006
- Tülin Sezgin (* 1988), Comedienne, Abitur 2007